# ハトヴィヒ・フォン・ザクセン
ハトヴィヒ・フォン・ザクセン（ドイツ語：Hadwig von Sachsen, 914/20年 - 958年以降）またはヘートヴィヒ（Hedwig）は、フランス公ユーグ大公の妃。また、956年にユーグ大公が死去した後、幼年の息子ユーグ・カペーの摂政をつとめた。ユーグ・カペーはフランス王位につき、カペー朝の家祖となった。フランス語名はエドヴィジュ・ド・サックス（Hedwige de Saxe）

## 生涯
ハトヴィヒはドイツ王ハインリヒ1世とその2番目の妃マティルデ・フォン・リンゲルハイムの間の次女である。兄オットー1世は父の跡を継いで王となり、962年には神聖ローマ皇帝となった。弟にバイエルン公ハインリヒ1世およびケルン大司教ブルーノが、姉に939年に西フランク王ルイ4世と結婚したゲルベルガがいる。
兄オットー1世が王位についた936年以降、西フランク王国のユーグ大公との同盟および結婚が決められた。ユーグ大公は西フランク王ルイ4世との争いで支援を求めていたのである。そしてハトヴィヒはユーグ大公の3番目の妃となった。結婚式は恐らく937年5月に行われた。
ユーグ大公は956年に死去したが、息子ユーグ・カペーはまだ未成年であった。このため、ユーグは父の領地を相続したものの、当初自身で支配することができなかった。ハトヴィヒは弟であるケルン大司教ブルーノとともに、ユーグが成人するまで領地の摂政をつとめた。ブルーノは姉ゲルベルガの子西フランク王ロテールの後見人もつとめており、一時的に西フランク王国で最も強い権力を持つ貴族となった。ハトヴィヒはエノー伯レニエ3世との争いにおいて兄を支援し、息子ユーグ・カペーと甥ロタール王との対立で仲裁を行った。
ハトヴィヒについては、西フランク王国の年代記作者ランスのフロドアルトに958年に言及されたのが最後であり、その後まもなく亡くなったとも考えられる。ジャンブルーのシジュベールが没年を965年としているのは疑わしいようである。

## 子女
ハトヴィヒはユーグ大公との間に5人の子女をもうけた。
- ベアトリス[3]（938年頃 - 987年） - 上ロレーヌ公フレデリック1世と結婚
- ユーグ・カペー（941年頃 - 996年） - フランス王（987年 - 996年）[1]
- エマ（943年 - 968年） - 960年にノルマンディー公リシャール1世と結婚[4]
- オトン（944年 - 965年）[5] - ブルゴーニュ公ジルベール・ド・シャロンの娘リューガルと結婚し、ブルゴーニュ公を継ぐ（956年 - 965年）
- ウード・アンリ（946年 - 1002年）[5] - ブルゴーニュ公（965年 - 1002年）